# Mind the gap

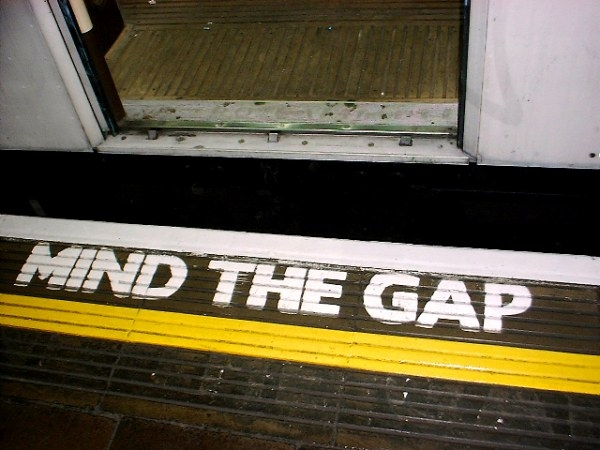
„Mind the gap“-Beschriftung einer Bahnsteigkante der Underground

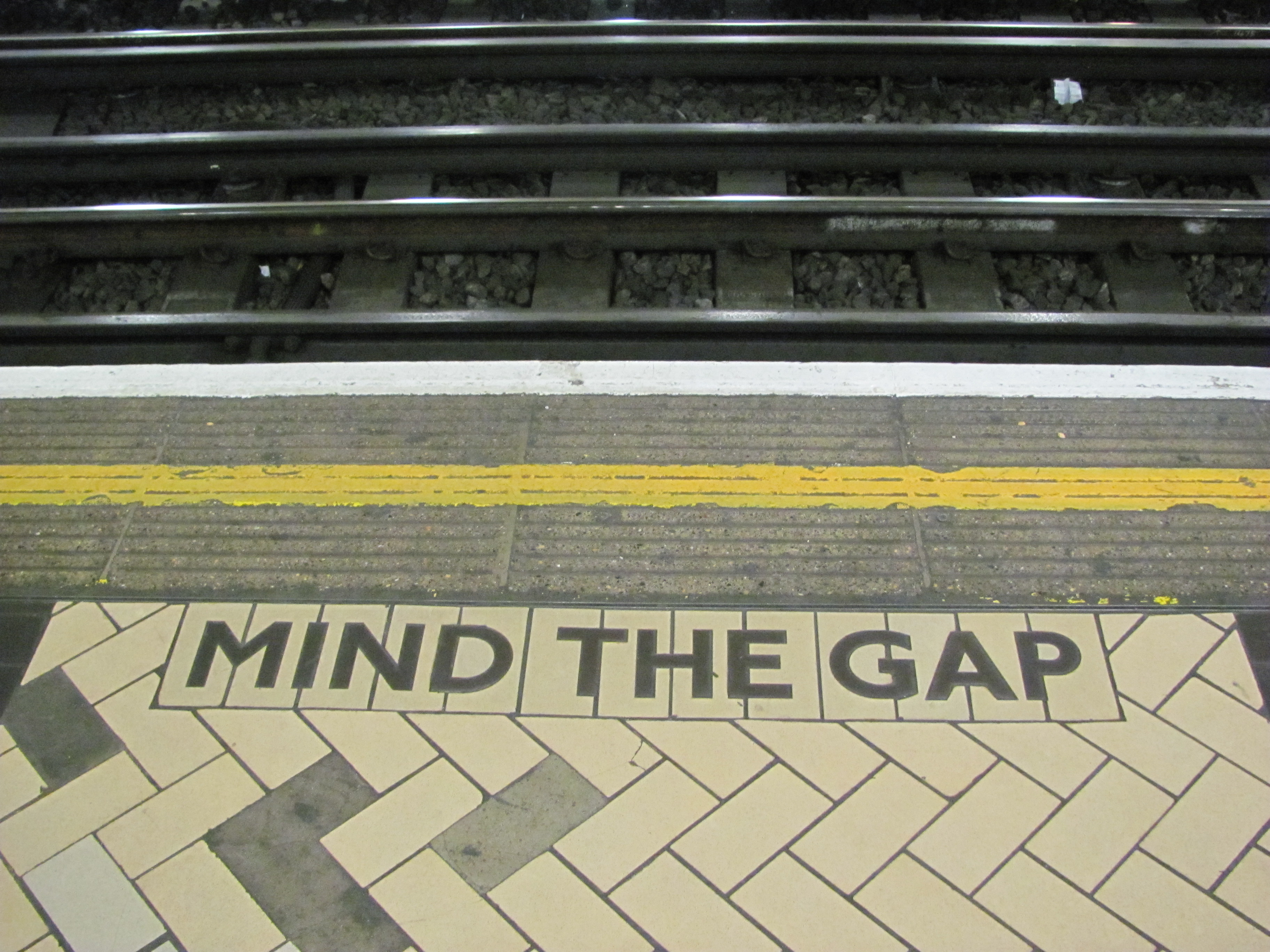
Fußbodenmosaik im U-Bahnhof Victoria

Mind the gap (anhörenⓘ) (dt.: Achten Sie auf die Lücke) ist der Wortlaut eines Sicherheitshinweises, der insbesondere an den Stationen der Londoner U-Bahn zu sehen und als Durchsage zu hören ist. Er soll die Zugpassagiere vor der Lücke zwischen dem Bahnsteig und den Türschwellen der Bahn warnen. Mittlerweile ist er ein Markenzeichen Londons, sodass der Spruch sich heute unter anderem auf einer Vielzahl von Souvenirs, meistens zusammen mit dem Symbol von Transport for London, findet. Erstmals zum Einsatz kam er im Jahr 1969 an der Station Embankment.

## Die Londoner U-Bahn und die Lücke
Besonders angebracht erscheint die Vorsichtsmaßnahme bei den älteren Streckenabschnitten der London Underground. Sie folgen exakt dem Verlauf der über ihnen liegenden Straßen, sodass die Bahnsteige teilweise in leichten Kurven liegen. Dort entstehen beim Halt eines Zuges gefährliche Lücken zwischen diesem und dem gekrümmten Bahnsteig. In Ermangelung von Vorrichtungen zur Überbrückung der Lücke, wie es sie zum Beispiel in einigen Stationen der New York City Subway gibt, ergeht bis heute die Warnung in Wort und Schrift, auf die gefährliche Lücke achtzugeben, um nicht hineinzustürzen. Sie erfolgt per Ansage bei Einfahrt eines Zuges (im Inneren des Zuges etwas ausführlicher: „Mind the gap between the train and the platform“) sowie auch in Form eines Schriftzugs am Bahnsteigrand. Es wird gleichfalls an den Strecken gewarnt, wo die Bahnsteighöhe nicht optimal an das Rollmaterial angepasst werden kann. So müssen auf der Piccadilly Line und der District Line Fahrzeuge mit unterschiedlicher Fußbodenhöhe (Röhrenbahn und Großprofil) einige Stationen gemeinsam benutzen. Dort ist die Bahnsteighöhe ein Kompromiss aus den unterschiedlichen Erfordernissen. Bei den überregionalen South West Trains lautet die Ermahnung: „Please mind the gap between the train and the platform edge.“

## Die Ansage und die Ansager
Die Ansage „Mind the gap“ wurde 1969 automatisiert, da es sich für Fahrer und Bahnsteigpersonal als schwierig erwiesen hatte, den Warnhinweis beim Einfahren eines Zuges mehrmals zu wiederholen. Für die Aufnahme wählte London Underground die seinerzeit sehr fortschrittliche digitale Solid-State-Technik. Die ersten Ansageanlagen wurden von Telefunken geliefert. Da Speicherplatz damals noch teuer war, musste die Warnung schon aus diesem Grund kurz sein. So ließ sie sich auch einfacher als Beschriftung verwenden. 
Die Ansage wurde zuerst von Peter Lodge gesprochen. Sie war zwar ursprünglich mit einem Schauspieler gemacht worden, doch dieser hatte für jede Wiedergabe Honorar verlangt. So musste London Underground auf den Profi verzichten und suchte einen geeigneten Mitarbeiter aus. Als Toningenieur Peter Lodge, der die Aufnahme technisch leiten sollte, auf den man wartete, sprach er für den Soundcheck ein „Mind the gap“ auf Band. London Underground genügte das voll und ganz.
Jahrzehntelang war Peter Lodges Stimme den U-Bahn-Benutzern vertraut. Über die Zeit setzte man dann auf den verschiedenen Linien auch noch andere Sprecher ein. Doch zur Jahrtausendwende begann man Schritt für Schritt die Ansage zu erneuern. 1999 wurde zu diesem Zweck und für andere automatische Mitteilungen die Synchronsprecherin Emma Clarke engagiert. Im Jahr 2007 entließ London Underground die junge Frau jedoch wieder, da sie auf ihrer Internetseite Persiflagen von U-Bahn-Durchsagen veröffentlicht hatte. Da wurde zum Beispiel ein Passagier von ihr aufgefordert, nicht so zu tun, als lese er Zeitung, während er jedoch Frauen auf die Brüste starre („Sie dreckiger Perverser“). Außerdem hatte Clarke kundgetan, dass sie mit der Underground nicht mehr fahre, weil diese „schrecklich“ sei.
Zu den Ansagern, deren Stimmen aus dem Verkehr gezogen wurden, gehörte auch Oswald Laurence. Er war etliche Jahre auf der Northern Line zu vernehmen, bis er 2012 auch am letzten Bahnhof – Embankment – verstummte. Im März 2013 wurde bekannt, dass sich die Witwe des Schauspielers mit einem Brief an London Underground gewandt und den Verlust der Stimme ihres 2001 mit 80 Jahren verstorbenen Gatten beklagt hatte: Bis dahin sei sie täglich zur Station Embankment gegangen, um seine Ansage zu hören. Mark Mason, Autor von Walk the Lines: The London Underground, Overground erklärte: „Immer, wenn sie ihn ‚Mind the gap‘ sagen ließen, dachte sie: ‘Danke Liebling, das mache ich‘ (‘Thank you, darling, I will’).“ Die U-Bahn-Gesellschaft versicherte, die Stimme von Laurence an dem Bahnhof wieder einsetzen zu wollen.

## „Mind the gap“ bei anderen Stadtbahnen auf der Welt
- Die U-Bahn Berlin macht speziell entlang einiger gekrümmter Bahnhöfe im Zug auf Deutsch und auf Englisch die Ansage „Bitte beachten Sie beim Aussteigen die Lücke zwischen Zug und Bahnsteigkante! – Mind the gap between platform and train!“. Auch auf den digitalen Zugzielanzeigern auf den Bahnsteigen wird auf die Lücke zweisprachig hingewiesen.
- In Hamburg wird von der S-Bahn an der Haltestelle Berliner Tor mit gelben Blitzlichtern und der Ansage „Bitte achten Sie beim Ausstieg auf den Abstand zwischen Zug und Bahnsteigkante!“ gewarnt.
- In den Zügen der Vias auf der Odenwald-Bahn und der Rheingaulinie wird vor fast allen Stationen sowie bei Türfreigabe an diesen mit dem Wortlaut „Bitte achten Sie auf den Abstand zwischen Zug und Bahnsteigkante“ gewarnt.
- Das französische „Attention à la marche en descendant du train!“ (Vorsicht auf der Stufe beim Verlassen der Bahn!) in einigen Bahnhöfen der Métro Paris ist im weiteren Sinne auch als Variante anzusehen.
- In der Metro Prag lautet die Ansage seit 30 Jahren „Ukončete prosím výstup a nástup, dveře se zavírají!“ (Beenden Sie bitte das Aus- und Einsteigen. Die Türen schließen!). Sie ist für Prag inzwischen so charakteristisch wie „Mind the gap“ für London.
- In Hongkong (Mass Transit Railway) wird die Warnung in drei Sprachen gegeben, in Kantonesisch, Mandarin und Englisch.
- In Singapur (Mass Rapid Transit) gibt es sie außer in Englisch auch in Mandarin, Tamil und Malaiisch.
- In der Metro Delhi ertönt sie in Englisch und Hindi.
- In der Stockholmer Tunnelbana wird auf Schwedisch mit den Worten „Tänk på avståndet mellan vagn och plattform när Du stiger av.“ (Denken Sie an den Abstand zwischen Wagen und Plattform, wenn Sie aussteigen.) auf die Lücke hingewiesen.
- An der Station Monastriaki der Metro Athen heißt es auf Griechisch und in anschließender englischer Übersetzung: „Mind the gap between the train and the platform.“
- Ab 2011 warnte auch die U-Bahn Wien an einzelnen Stationen: „Bitte beachten Sie im Interesse Ihrer eigenen Sicherheit, dass nach der Abfertigung des Zuges mit den Worten ‚Zurückbleiben, bitte‘ das Ein- und Aussteigen verboten ist und achten Sie auf den Spalt zwischen Bahnsteig und U-Bahn-Türe.“[7], jedoch wurde der Wortlaut 2012 von „Zurückbleiben, bitte“ auf „Steigen Sie nicht mehr ein“ umgeändert.[8]
- In Frankfurt hört man bei den älteren Fahrzeugen seit Mai 2012 bei jeder Station „Bitte achten Sie auf die Stufe zwischen dem Zug und dem Bahnsteig – Please, mind the step between the train and the platform!“ Dieser Hinweis steht auch auf den Türen und läuft auf den digitalen Zugzielanzeigern auf den Bahnsteigen durch. Seit Oktober 2016 hört man den Hinweis auch bei den neuen U5-Wagen an der Station Musterschule. Grund dafür ist, dass an dieser Station die Bahnsteige nur im mittleren Bereich barrierefrei sind, im vorderen und hinteren Bahnsteigteil ist eine Stufe von 20 cm zu überwinden.

## „Mind the gap“ in anderem Zusammenhang

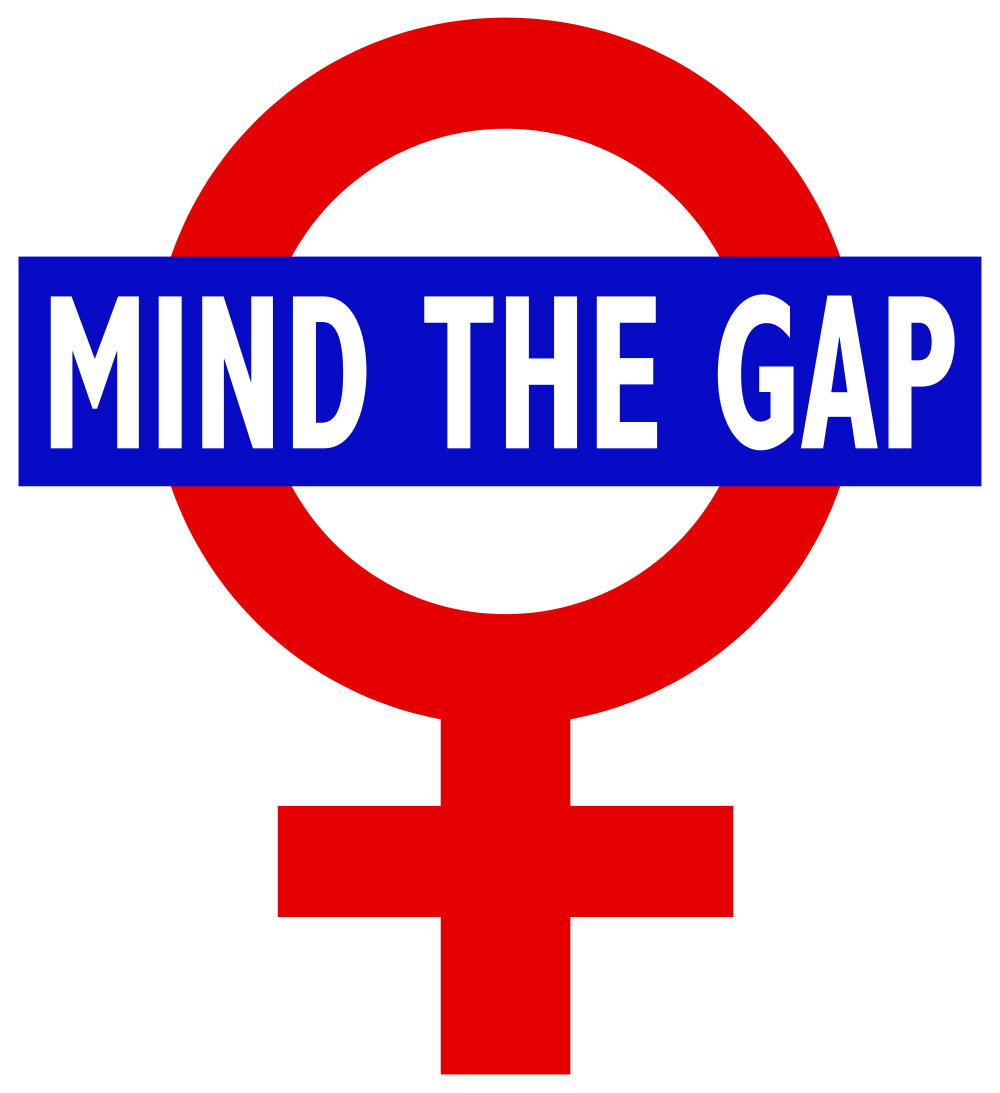
Das Emblem von London Student Feminists für Gender-Gleichheit: „Mind the Gap“ als „Beachte den Unterschied“ bzw. „Pass auf die Ungleichheit auf“

Die Aufforderung Mind the gap hat sich inzwischen vom Sicherheitshinweis zu einem geflügelten Wort entwickelt. Sie wird in vielen anderen mehr oder weniger entfernten Zusammenhängen benutzt:
Mind the Gap ist der Titel eines Musikalbums der Band Scooter (auf dem Cover erscheint er als Tunnelaufschrift in einem deutschen U-Bahnhof), eines 2010 veröffentlichten Abenteuerromans von Michael Engler (darin geht es um einen stillgelegten Londoner U-Bahnhof) und eines Films aus dem Jahr 2004 von Eric Schaeffer. Unter der Überschrift werden außerdem immer wieder kulturelle Veranstaltungen durchgeführt, so in Kassel ein Open-Air-Festival der Independent- und Alternativszene oder vom Zentrum für Kunst und Medientechnologie ein vom Raumbegriff ausgehendes Theatersymposion.
Die Ansage dient als Parole, um allgemein die Kluft zwischen Männern und Frauen hinsichtlich ihrer gesellschaftlichen Stellung herauszustellen bzw. Unterschiede jenseits dieses Gegensatzes zu beachten (siehe das Emblem von London Student Feminists) oder um im Konkreten zum Beispiel die Frauenquote in verschiedenen Berufssektoren einzufordern, etwa in der Wissenschaft.
„Mind the gap“ war der Name einer Kampagne, mit der Studenten im Dezember 2010 von der britischen Regierung verlangten, dass Studenten, die ein „gap year“, ein Jahr Pause, eingelegt haben, von der Erhöhung der Studiengebühren im September 2012 ausgenommen würden.
Der Ausdruck wird in vielen Videospielen verwendet, einschließlich Portal, Halo und Armadillo Run, in der Regel in einem ironischen Kontext.
Als «Mind the gap»-Strategie (oder «Mind the gap»-Plus) wird das bilaterale Verhältnis der Schweiz zum Vereinigten Königreich nach dessen Austritt aus der EU und dem daraus folgenden Verlust der Gültigkeit der bilateralen Beziehungen Schweiz-EU in Bezug auf das Vereinigte Königreich bezeichnet.